# In ovo
In ovo significa en latín en el huevo, viene de la palabra ovum, huevo. En el uso médico, se refiere al crecimiento de virus vivos en embriones de huevo de gallina para el desarrollo de vacunas para uso humano, así como a un método eficaz para la vacunación de aves de corral contra varios coronavirus e influenza aviar . Durante el período de incubación, el virus se replica en las células que forman la membrana corioalantoidea.

## Ventajas del método in ovo
En el desarrollo de vacunas humanas, la mayor ventaja es la rápida propagación y el alto rendimiento de los virus para la producción de vacunas. Este método se usa más comúnmente para el crecimiento del virus de la influenza, tanto en forma de vacuna atenuada como inactivada. Es recomendado por la Organización Mundial de la Salud en el manejo de pandemias de influenza porque es de alto rendimiento y rentable.
En las aves de corral, la vacunación in ovo mejora la incubabilidad y la protección eficaz contra la influenza aviar (IA), la enfermedad de Newcastle (ND) y los coronavirus (Av-CoV). Las tasas de seroconversión de pollos vacunados como embriones variaron del 27% al 100% con la vacuna contra la enfermedad de Newcastle y del 85% al 100% con la vacuna contra la influenza aviar. Las aves están protegidas antes de su entrega a una operación comercial como una granja, evitando así la propagación de virus aviar entre sí, y su salto a la población humana.

## Vacunación in ovo en aves de corral
La vacunación in ovo se realiza mediante máquinas especializadas. Estas máquinas realizan una serie de acciones para asegurar una buena vacunación del polluelo dentro del huevo. Los beneficios de la vacunación in ovo incluyen evitar el estrés de las aves, condiciones higiénicas controladas e inmunidad más temprana con menos interferencia de los anticuerpos maternos.